# 哲马鲁丁
哲马鲁丁，字师鲁，元代诗人，回回人。
哲马鲁丁自幼读经、礼之学，学业大进，举江浙乡贡。泰定三年（1326年），任镇江路（治所在丹徒县，今江苏镇江市）儒学教授。元顺帝至元末年，任集贤大学士。擅于作诗，有名。诗作多佚。《元诗选》癸集之丙，存有他的作品《题钱玉潭竹林七贤图》并序。哲马鲁丁借题钱玉潭的《竹林七贤图》，评论“竹林七贤”的代表人物嵇康、阮籍、刘伶，表达了他对七贤的羡慕和同情，流露出对现实社会的不满。